# Djebel Hebri
Le djebel Hebri est un cône volcanique culminant à 2 092 mètres d'altitude au sein du plateau basaltique d'Azrou dans le Moyen-Atlas, au Maroc, au sud-est de la ville d'Azrou. Le mont est surtout connu des Marocains pour ses pistes neigeuses où la pratique du ski et de la luge est possible pendant l'hiver.